# Mammografia ottica

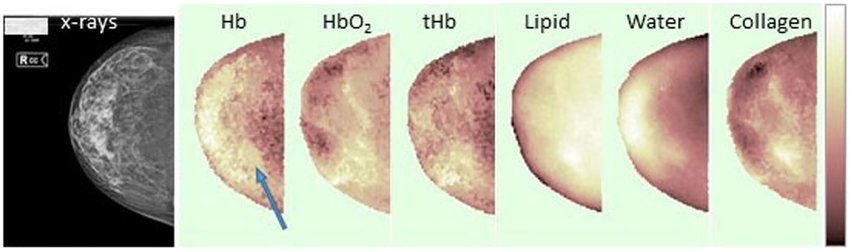
Esempio di mappe delle concentrazioni dei componenti del seno ottenute tramite misure di mammografia ottica (vista cranio-caudale destra). La freccia blu indica la lesione. Hb sta per deossiemoglobina, HbO_{2} per ossiemoglobina, tHb per emoglobina totale.

La mammografia ottica è un'emergente tecnica di imaging che consente, attraverso l'analisi spettrale, lo studio della composizione del seno, combinando in un unico strumento non invasivo la capacità di valutare il rischio di contrarre il cancro al seno, di caratterizzare una lesione al seno, di monitorare la terapia e di prevederne l'esito. Si tratta di un'applicazione dell'ottica diffusa, una branca della fisica che studia la propagazione della luce in mezzi fortemente diffusivi, per esempio i tessuti biologici, operando nella gamma spettrale del rosso e del vicino infrarosso, tra 600 e 1100 nm.

## Confronto con le tecniche di imaging convenzionali
Attualmente, le tecniche di imaging del seno più comuni sono la mammografia a raggi X, gli ultrasuoni, la risonanza magnetica e la tomografia a emissione di positroni (PET).
La mammografia a raggi X è la tecnica primaria per i programmi di screening, grazie alla sua elevata risoluzione spaziale e alla breve durata della misurazione. Tuttavia, non è in grado di estrarre informazioni riguardo alla fisiologia della mammella, è poco efficace nel caso di seni densi e utilizza radiazioni ionizzanti. Gli ultrasuoni, al contrario, non hanno effetti indesiderati e vengono utilizzati in particolare sulle donne giovani, solitamente caratterizzate da un seno denso, ma l'interpretazione delle immagini dipende dall'esperienza dell'operatore. La risonanza magnetica mostra una buona correlazione con le dimensioni del tumore ed è ritenuta il metodo migliore per l'identificazione e la caratterizzazione delle lesioni. Anche se i campi magnetici impiegati durante una risonanza non determinano alcun rischio per la salute, non è utilizzata come primo strumento investigativo a causa dei costi elevati e della lunga durata dell'esame. Infine, la PET consente la valutazione precoce dei cambiamenti metabolici del tumore, ma è molto costosa e richiede la somministrazione di un tracciante radioattivo. Per questo motivo, la sua applicazione non è raccomandata frequentemente.
Al contrario, la mammografia ottica è economica, efficiente anche sui seni densi ed è priva di qualsiasi effetto collaterale, tanto che può essere utilizzata per tracciare l'evoluzione delle condizioni della paziente quotidianamente. È anche in grado di caratterizzare il seno da un punto di vista fisiologico. Tuttavia, essendo ancora in fase di sviluppo, manca di standardizzazione nell'analisi dei dati tra i gruppi di ricerca che se ne occupano e soffre di una bassa risoluzione spaziale. Per questo motivo, viene suggerito un "approccio multimodale", in cui la mammografia ottica è complementare a un'altra tecnica convenzionale, in modo che anche la diagnosi sia complessivamente più efficace.

## Meccanismo fisico

### Migrazione dei fotoni nei mezzi diffusivi
I tessuti biologici sono mezzi diffusivi, il che significa che l'attenuazione della luce durante la propagazione è dovuta non solo all'assorbimento, ma anche alla diffusione. Il primo fenomeno è legato alla composizione chimica del mezzo, mentre il secondo dipende dalle inomogeneità microscopiche del suo indice di rifrazione. Il coefficiente di assorbimento {\displaystyle \mu _{a}} rappresenta la probabilità per unità di lunghezza di un evento di assorbimento, mentre il coefficiente di scattering {\displaystyle \mu _{s}} indica la probabilità per unità di lunghezza che si verifichi un evento di scattering. Tuttavia, molti studi fanno riferimento al coefficiente di scattering ridotto {\displaystyle \mu _{s}^{'}=\mu _{s}(1-g)} piuttosto che al semplice coefficiente di scattering, con l'obiettivo di tenere conto dell'anisotropia del mezzo, rappresentata dal fattore {\displaystyle g}, che è il coseno medio della deflessione angolare.
La propagazione della luce attraverso mezzi altamente diffusivi è tipicamente descritta attraverso l'approccio euristico della teoria del trasporto radiativo, affiancata dalla cosiddetta "approssimazione di diffusione": si assume che lo scattering sia isotropico e fortemente dominante sull'assorbimento. Ciò è abbastanza accurato, ad esempio, per il tessuto mammario, nell'intervallo spettrale del rosso e del vicino infrarosso (tra 600 e 1100 nm), noto anche come "finestra terapeutica". Considerando la finestra terapeutica, la luce può penetrare di alcuni centimetri nel tessuto, esplorando così il volume in esame. Questo è il motivo per cui la migrazione dei fotoni nei tessuti biologici è nota anche come "ottica diffusa".
La relazione tra coefficiente di scattering ridotto e lunghezza d'onda ({\displaystyle \lambda }) deriva dalla teoria di Mie:
{\displaystyle \mu '_{s}=a\left({\frac {\lambda }{\lambda _{0}}}\right)^{-b}}
dove {\displaystyle \lambda _{0}} è la lunghezza d'onda di riferimento e {\displaystyle b} ed {\displaystyle a} sono legati rispettivamente alle dimensioni dei centri di scattering e alla loro densità.

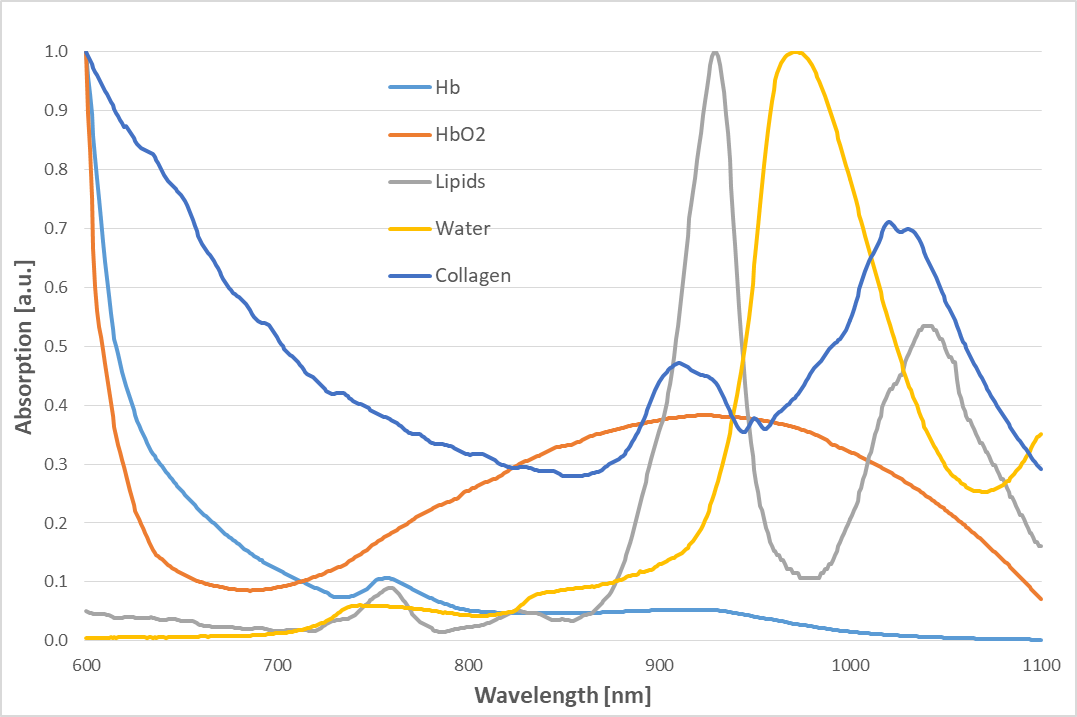
Spettri di assorbimento sperimentali e normalizzati dei componenti del seno. Hb sta per deossiemoglobina, HbO2 per ossiemoglobina.

Per quanto riguarda il coefficiente di assorbimento, la relazione con {\displaystyle \lambda } è mediata dal cosiddetto "coefficiente di estinzione" {\displaystyle \epsilon _{i}(\lambda )}, che in combinazione con la legge di Lambert-Beer dà
{\displaystyle \mu _{a}=\sum _{i}\epsilon _{i}(\lambda )C_{i}}
dove {\displaystyle C_{i}} è la concentrazione dell'i-esimo componente del seno. Misurando {\displaystyle \mu _{a}} a diverse lunghezze d'onda, si possono quindi ricavare le concentrazioni dei componenti del seno.

### Spettri di assorbimento dei componenti del seno
I principali componenti del tessuto mammario sono ossi e deossiemoglobina, acqua, lipidi e collagene. In particolare, il collagene è stato riconosciuto come un fattore di rischio indipendente per lo sviluppo del cancro al seno.
Il sangue assorbe fortemente nella gamma spettrale rossa, mentre collagene, acqua e lipidi hanno picchi di assorbimento a lunghezze d'onda superiori a 900 nm. La distinzione tra ossi e desossiemoglobina è legata alla presenza di un secondo picco nel caso dell'ossiemoglobina. I lipidi sono caratterizzati da massimi di assorbimento a 930 nm e 1040 nm, mentre la lunghezza d'onda 975 nm è sensibile all'acqua. Infine, un picco di assorbimento per il collagene si verifica a 1030 nm.

## Possibili implementazioni
La mammografia ottica può essere implementata sfruttando tre diversi approcci: dominio del tempo, dominio delle frequenze e onda continua. Inoltre, esistono due geometrie principali per eseguire una misura ottica:
- Riflettanza: l'iniezione e la raccolta dei fotoni avvengono sullo stesso lato del seno. La donna è generalmente prona o piegata in avanti e posiziona il seno su un supporto dotato di un foro in cui si trovano sorgenti e detettore.[23] Altri sistemi richiedono invece che la donna giaccia supina e la misura viene eseguita con una sonda manuale.[24]
- Trasmittanza: l'iniezione e la raccolta dei fotoni avvengono sui lati opposti del seno. Il seno è generalmente compresso tra piatti piani e paralleli.[25][26]

Qualunque sia l'approccio scelto, ogni mammografo ottico deve comprendere alcuni elementi essenziali: sorgenti laser, un rivelatore, un elaboratore di segnali.
L'uso di più sorgenti laser consente di studiare le concentrazioni dei componenti del seno di interesse, selezionando alcune lunghezze d'onda specifiche. I rivelatori sono generalmente tubi fotomoltiplicatori o fotodiodi a valanga. Infine, il segnale potrebbe essere elaborato da un dispositivo per il conteggio di singoli fotoni correlati nel tempo nel caso di un mammografo ottico che lavora nel dominio del tempo, o un filtro per la modulazione della frequenza nel caso in cui il mammografo ottico lavori nel dominio delle frequenze.
In base al numero e alla posizione delle sorgenti e dei rivelatori, un mammografo ottico può produrre mappe bidimensionali o tridimensionali delle componenti del seno.

### Dominio del tempo
Nel caso di misure nel dominio temporale, brevi impulsi luminosi dell'ordine di centinaia di picosecondi vengono inviati al seno e le sue proprietà ottiche vengono ricostruite a partire dalle caratteristiche degli impulsi riemessi, che risultano ritardati, allargati e attenuati rispetto al corrispondente impulso di ingresso. Il conteggio dei singoli fotoni correlati nel tempo è fondamentale per gestire la piccola ampiezza del segnale in uscita.

### Dominio delle frequenze
Nel caso di misure nel dominio delle frequenze, un segnale modulato in intensità viene iniettato nel seno e le sue proprietà ottiche vengono dedotte dal defasamento e dalla demodulazione del segnale di output rispetto a quello di input. La misura viene ripetuta per diversi valori di modulazione della frequenza.

### Onda continua
Nel caso di misure ad onda continua, la sorgente luminosa è appunto un laser ad onda continua, pertanto la separazione dei contributi di assorbimento e diffusione con una singola misura è impraticabile. Una possibile soluzione è effettuare misure a diverse distanze sorgente-detettore. In generale, l'approccio ad onda continua è combinato con quello del dominio delle frequenze, per unire e rafforzare i vantaggi di entrambi.

## Potenziali applicazioni

### Valutazione del rischio di contrarre il cancro al seno
Un seno più denso ha maggiori probabilità di sviluppare il cancro al seno. Un seno denso è caratterizzato da una quantità significativa di tessuto fibroso, relativamente a quello adiposo. I principali costituenti di un tessuto fibroso sono l'acqua, il collagene e l'emoglobina e la mammografia ottica è in grado di discriminare e quantificare i componenti del tessuto del seno. Pertanto, misurando le concentrazioni dei componenti del seno, la mammografia ottica potrebbe valutare il rischio di contrarre il cancro al seno.

### Caratterizzazione della lesione
I tumori sono generalmente composti di tessuto fibroso e potrebbero essere riconosciuti nelle mappe dei componenti come punti locali con concentrazioni più elevate di acqua, collagene ed emoglobina rispetto al tessuto circostante sano, prevalentemente adiposo. Gli studi dimostrano che la variazione di concentrazione rispetto al tessuto sano è statisticamente più marcata nel caso di tumori maligni rispetto a quelli benigni. Inoltre, il coefficiente di scattering è generalmente più elevato per le lesioni benigne. Tali distinzioni suggeriscono che la mammografia ottica potrebbe essere utilizzata per caratterizzare le lesioni al seno.

### Monitoraggio della terapia e predizione dell'esito della terapia
La gestione del cancro al seno dipende dalle caratteristiche del tumore e dalle condizioni della paziente. Una delle possibili strategie è la somministrazione della terapia neoadiuvante, il cui obiettivo è ridurre le dimensioni del tumore prima dell'intervento chirurgico. Gli studi dimostrano che se la terapia è efficace, i contenuti di acqua, collagene ed emoglobina della lesione mostrano un comportamento decrescente nel tempo, il che suggerisce che il tessuto inizialmente fibroso acquisisce caratteristiche simili a quello adiposo. Misure ottiche in corrispondenza delle sessioni di terapia neoadiuvante potrebbero seguirne l'evoluzione, valutando quindi la risposta della paziente ad essa. Inoltre, si ritiene che l'efficacia della terapia possa essere prevista anche il primo giorno di trattamento sulla base delle concentrazioni iniziali dei componenti del seno.